# Russarö

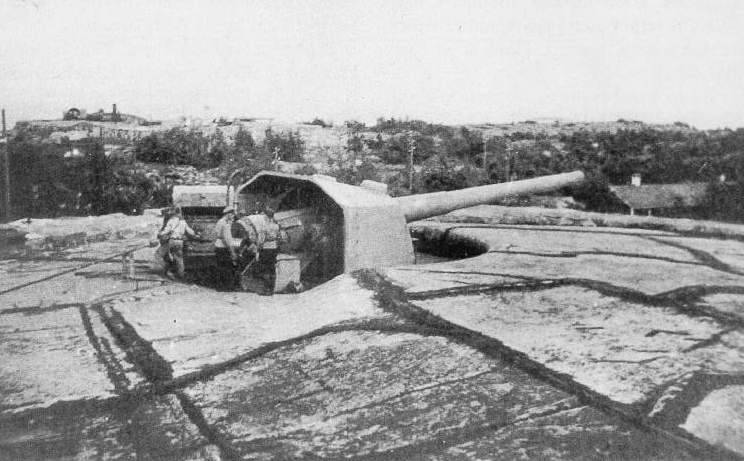
Un'artiglieria costiera finlandese da 234 mm a Russarö durante un'esercitazione militare negli anni 1930.

Russarö è un'isola a sud di Hanko e dell'omonima penisola. L'isola è chiusa al pubblico poiché è zona militare dell'Esercito finlandese. L'isola ha un faro storico di cinque piani costruito nel 1863 e una stazione meteorologica dell'Istituto meteorologico finlandese.

## Storia
Il 1º dicembre 1940 l'incrociatore sovietico Kirov ed i cacciatorpediniere sempre sovietici Stremitel'nyj e Smetlivyj scambiarono colpi con le postazioni finlandesi presenti sull'isola: l'incrociatore ed uno dei cacciatorpediniere vennero colpiti e danneggiati. L'azione convinse i sovietici a scartare l'ipotesi di uno sbarco lungo la costa meridionale finlandese.